# Palazzo delle Poste (Pistoia)
Il Palazzo delle Poste è un edificio situato in via Roma 5,7,9,11 a Pistoia.

## Storia
Il Palazzo delle Poste, progettato da Angiolo Mazzoni, sorge lungo la centralissima via Roma, nel cuore di Pistoia, vicino a piazza del Duomo. L'intera zona subisce sostanziali modifiche tra il 1898 e il 1905 in occasione della costruzione della nuova sede della Cassa di Risparmio, ma ulteriori trasformazioni intervengono negli anni trenta, proprio con la realizzazione del Palazzo delle Poste. La costruzione, di notevoli dimensioni, mal si armonizza con il tessuto edilizio del centro storico: l'uniformità e la scarsa articolazione volumetrica, frutto più che altro delle numerose variazioni del progetto iniziale, non valorizzano le presenze architettoniche di rilievo storico-artistico, come l'antica torre prospiciente piazza S. Leone. 
L'inadeguatezza della sede pistoiese delle Poste in via Cino emerge con vigore alla fine del secondo decennio del Novecento: il Ministero delle comunicazioni promuove dunque sin dal 1930 la costruzione di un nuovo Palazzo delle Poste da ubicare nel centro cittadino. Notevoli difficoltà intervengono riguardo all'identificazione del sito da occupare: una prima soluzione prevede la costruzione dell'edificio nell'area nord-est della piazza del Duomo al posto del "Palazzaccio".
Angiolo Mazzoni, incaricato del progetto, presenta un primo plastico nel giugno 1932 che non viene apprezzato dalla Commissione giudicatrice. Si critica in particolare il cattivo inserimento dell'architettura di Mazzoni nel tessuto edilizio storico della piazza e nel novembre di quello stesso anno il podestà bandisce un concorso nazionale. Nel frattempo viene demolito il "Palazzaccio", ma le osservazioni sollevate dalla Regia Soprintendenza all'Arte Medievale e Moderna della Toscana suggeriscono la ricerca di una nuova area per il nuovo edificio postale: la scelta cade sull'isolato a ridosso della Loggia dei Mercanti e attiguo alla sede della Cassa di Risparmio, ipotesi già formulata nel 1930 ma subito scartata.
Nel 1934 Mazzoni propone la demolizione della loggia di Brizzi (1913) da sostituire con una moderna, ma anche questa soluzione viene bocciata e sostituita da un nuovo progetto che incorpora il loggiato di gusto neorinascimentale. I lavori iniziati nel 1935 procedono molto lentamente e sempre in quell'anno vengono inaugurate le nuove poste. Dopo quattro anni, nel 1939 si decide la demolizione della loggia per realizzare la facciata attuale, più in armonia con il resto della costruzione la quale con l'occasione viene anche innalzata di un piano.
Consistenti modifiche intervengono nel corso degli anni soprattutto riguardo alla distribuzione interna il cui assetto odierno conserva ben poco del progetto originale.

## Descrizione
L'attuale configurazione del Palazzo delle Poste in via Roma è solo un timido ricordo del progetto mazzoniano: il confronto tra passato e presente è significativamente attestato dalle poche foto d'epoca della costruzione che sono a tutt'oggi l'unica documentazione iconografica coeva al periodo di costruzione giunta fino ai nostri giorni (non resta traccia del progetto firmato da Angiolo Mazzoni negli archivi della Direzione provinciale delle Poste di Pistoia, né presso la Direzione Compartimentale delle Poste della Toscana a Firenze). L'edificio non è certo una delle opere più significative dell'architetto bolognese che secondo Alfredo Forti è ostacolato nell'iter progettuale dall'aperta ostilità dimostrata dal ministro delle comunicazioni Umberto Puppini verso soluzioni di gusto moderno. Ne risulta una costruzione che nella definizione dei volumi e dei prospetti esterni media tra il richiamo alla tradizione del passato e la ricerca di un nuovo linguaggio: la linearità del complesso, i cui prospetti sono definiti solo dalla doppia serie di finestre con cornici in travertino, si confronta in facciata con l'aulica architettura della Loggia dei Mercanti riproponendo solo su questo prospetto un rivestimento lapideo a strisce bianche e verdi, di tradizione toscana.
La sostituzione di Puppini con A. Stefano Berni consente invece una maggiore libertà all'architetto nella realizzazione dell'interno. Particolarmente interessante la sistemazione della sala al pubblico, a doppia altezza, caratterizzata dalla presenza di un passaggio sopraelevato sostenuto da pilastri con sedili di sapore quasi navale: i numerosi interventi di ristrutturazione che hanno interessato questo edificio, ne hanno purtroppo modificato l'assetto.
Al centro della sala è conservato un elemento dell'arredo originario, l'unico sopravvissuto ai lavori di risistemazione avviati dal Ministero delle Poste: si tratta di alto bancone con funzione anche di radiatore ed espositore dalle forme stondate.

## Fortuna critica
Le profonde trasformazioni urbanistiche che interessano la centralissima area su cui sorge la nuova sede delle Poste a Pistoia sono state ampiamente illustrate da Beneforti nel suo volume sulla storia urbanistica della cittadina toscana. Ad eccezione di altri modesti contributi, resta però fondamentale lo studio avviato da Forti sulla figura, fino ad allora dimenticata, di Angiolo Mazzoni.